# Aucha vesta
Aucha vesta là một loài bướm đêm trong họ Noctuidae.